# Шилов, Борис Григорьевич
Борис Григорьевич Шилов (6 сентября 1932 — неизвестно) — советский хоккеист, защитник, нападающий.

## Биография
Всю карьеру провёл в командах Горького — «Торпедо» (1950/51 — 1955/56), «Торпедо-Красная Этна» (1956/57), «Динамо» (1957/58). В 1 группе / классе «А» отыграл два или три сезона.